# Christine Harris
Christine Harris, född 14 januari 1956, är en brittisk bågskytt. Hon deltog vid olympiska sommarspelen 1980.